# Culture de la nudité et nudité de la culture
Culture de la nudité et nudité de la culture (en persan : فرهنگ برهنگي و برهنگي فرهنگي), est un ouvrage  écrit par Gholam Ali Haddad-Adel, philosophe iranien, politicien et ancien président de l'Assemblée consultative islamique, publié aux éditions Sorush en 1980, critiquant la culture occidentale. L’auteur étudie la relation qui existe entre la culture d’un peuple et les différents aspects de son existence, notamment de l’habillement qui s’avère être le miroir de sa vision du monde. Ce livre est traduit  en ourdou, arabe et turc.

## Contenu
Ce livre est sur relation entre l'habillement et la culture. Dans ce livre l'auteur parle des droits des femmes et le hijab sous les enseignements islamiques. Selon lui l’habillement constitue un des aspects de l’existence humaine et entretient, dans chaque civilisation, une relation directe avec sa conception de l’homme.